# 2017年中国大陆矿难列表
本条目旨在列举发生在2017年中国大陆的较重大矿难。据中国大陆官方统计，2017年中国大陆共有375人死于煤矿矿难。

## 1月
- 1月4日，河南省登封市兴峪煤业有限公司发生重大煤与瓦斯突出事故，造成12人死亡。[2]
- 1月17日，山西省朔州市中煤集团担水沟煤业有限公司发生重大顶板事故，造成10人死亡。[3]

## 2月
- 2月14日，湖南涟源煤矿爆炸事故，造成9人死亡。[4][5]
- 2月27日，贵州水城矿业股份有限公司大河边煤矿发生瓦斯爆炸事故，造成7人死亡、11人受伤。[6]

## 3月
- 3月9日，黑龙江省双鸭山市龙煤双鸭山矿业公司煤矿事故，造成17人死亡。[7]
- 3月24日，河南灵宝秦岭金矿矿难，造成9人死亡。[8][9]

## 5月
- 5月22日，山西清徐东于煤矿透水事故，造成6人死亡。[10]

## 8月
- 8月11日，山西煤炭运销集团吕鑫煤业发生边坡滑坡事故，事发后该矿蓄意瞒报，造成8人死亡、1人失踪、1人受伤。[11]

## 10月
- 10月15日，湖北省远安县铁炉湾煤矿发生井下瓦斯事故，造成5名矿工遇难。[12]

## 11月
- 11月1日，张家口市蔚县的开滦(集团)蔚州矿业公司西涧沟矿发生一起较大生产安全事故，造成4人死亡、1人受伤，事故发生后该矿瞒报。[13][14]